# ノジギク
ノジギク（野路菊、学名 Chrysanthemum japonense）は、キク科キク属の多年生植物。野菊の1種。植物学者の牧野富太郎が、1884年（明治17年）に高知県吾川村大崎で発見し、1890年（明治23年）に命名した。

## 分布
日本在来種で、本州（兵庫県以西）・四国・九州の瀬戸内海・太平洋沿岸近くの山野などに自生する。

## 概要
草丈は50cmほどで、よく枝分かれをして群落を形成する。茎の基部は倒れて、上部が斜上することが多いが、傾斜地などでは懸崖状になる。葉は互生し、長さ3-5cm、幅2-4cmほど。形状は広卵形で、5（または3）中裂して鋸歯がある。裏面に毛が生えており白っぽく見える。
短日植物で、開花時期は10月下旬から11月。直径3-5cmの花（頭状花序）をつけ、白色の舌状花と黄色の筒状花をもつ。舌状花の形や数は、個体によってかなりの差が見られる。咲き終わりには舌状花は赤みを帯びる。種子は春に発芽し、越冬した茎からは新芽が出て大株になる。
小菊の原種の一つ。イエギクの原種とも言われたが、在来種で中国には自生していないことから、この考えは否定されている。リュウノウギク Chrysanthemum japonicum やシマカンギク Chrysanthemum indicum などと形態が良く似ており、ノジギク（2n=54）の祖先はリュウノウギク（2n=18）とシマカンギク（2n=36）ではないかとする研究がある。また、シマカンギクと交雑することが確認されており、遺伝子汚染が危惧されている。

## 変種
ノジギクの葉は生育域によって変異が見られる。豊後水道付近のノジギクは葉裏に白っぽい毛が密集しているのに対して、瀬戸内海沿岸のノジギクは葉が薄くて裏面の毛が少ない。後者は、変種のセトノジギクと呼ばれることもある。
- セトノジギク Chrysanthemum japonense var. debile - 本州・四国・九州の瀬戸内海沿岸に分布。ノジギクより葉が薄い。
- アシズリノジギク Chrysanthemum japonense var. ashizuriense - 高知県の足摺岬や愛媛県などに分布。ノジギクに比べて葉は小さく厚く、3中裂する。裏には白い毛が多く表のふちが白い。頭花は小さくて多数つき、総苞片にも白毛が密生する。

## 備考
- 1954年、兵庫県県花に選ばれた[2]。2006年に兵庫県で開催された国民体育大会「のじぎく兵庫国体」の名称の由来でもある。
- 日本中央競馬会ではノジギクにちなんで毎年9月に阪神競馬場で「野路菊ステークス」というサラブレッド系2歳のオープン特別競走を実施している。
- 兵庫県競馬組合ではノジギクにちなんで毎年春にのじぎく賞というサラブレッド系3歳牝馬限定の重賞競走を実施している。
- 兵庫県の善行賞「のじぎく賞」

## ノジギクを和名に含む種
- サツマノギク（サツマノジギク）Chrysanthemum ornatum 鹿児島県、熊本県に分布。大きめの花で、葉の毛が多い。
- オオシマノジギク Chrysanthemum crassum 奄美群島に分布。茎が太く、葉も厚い。
- キバナノジギク Chrysanthemum occidentali-japonense 黄色の舌状花・筒状花をもつ。